# Барвиста вулиця (Київ, Московський район)
Барви́ста ву́лиця — зникла вулиця, що існувала в Московському, нині Голосіївському районі міста Києва, місцевість Деміївка. Пролягала в районі Малокитаєвської вулиці

## Історія
Вулиця виникла в 1-й половині XX століття під назвою 371-ша Нова. Назву Барвиста вулиця набула 1944 року. Ліквідована у зв'язку зі зміною забудови й переплануванням місцевості 1977 року.
Назву Барвиста в 1955–1980 роках у Києві також мала частина нинішньої вулиці Степана Чобану.